# Сюзан Спан
Сюзан Спан (на английски: Susan Spann) е американска писателка на произведения в жанра исторически криминален роман и приключенски трилър.

## Биография и творчество
Сюзан Спан е родена на 6 юли 1971 г. в Санта Моника, Калифорния, САЩ. Като тийнейджърка се увлича по азиатската култура. В гимназията чете много и сама опитва да пише.
Завършва с бакалавърска степен азиатски науки Университета „Тъфтс“ в Бостън. След това завършва право в юридическия факултет на Бостънския университет. След дипломирането си се връща в Калифорния и работи като адвокат. Специализира се в договори за интелектуална собственост, бизнес и публикуване. Заради интереса си към изтока изучава мандарин и японски език. Японската култура, бойни изкуства и загадки, я вдъхновяват да започне да пише. Изготвя четири отхвърлени ръкописа преди да успее.
Първият ѝ роман „Котешки нокти“ от поредицата „Разследванията на шиноби“ е публикуван през 2013 г. Главни герои са шиноби детектива Хиро Хатори и португалският йезуитски свещеник отец Матео, които през шестнадесети век разследват в Киото убийства, заплетени конспирации и загадки, защитавайки едновременно собствения си живот.
През 2015 г. е удостоена с наградата „Rocky Mountain“.
Член е на Историческото ново общество, на Асоциацията на писателите на криминални романи на Америка (член на националния съвет), и други писателски организации.
Сюзан Спан живее със семейството си във Феър Оукс, Калифорния.

## Произведения

### Серия „Разследванията на шиноби“ (Shinobi Mystery)
1. Claws of the Cat (2013)
Котешки нокти, изд.: ИК „Труд“, София (2016), прев. Антония Стоянова
2. Blade of the Samurai (2014)
Острието на самурая, изд.: ИК „Труд“, София (2016), прев. Антония Стоянова
3. Flask of the Drunken Master (2015)
Чашата на мъртвеца, изд.: ИК „Труд“, София (2017), прев. Антония Стоянова
4. The Ninja's Daughter (2016)
Дъщерята на нинджата, изд.: ИК „Труд“, София (2018), прев. Калина Бахчеванова
5. Betrayal at Iga (2017)
6. Trial on Mount Koya (2018)